# Epilobium mirabile
Epilobium mirabile là một loài thực vật có hoa trong họ Anh thảo chiều. Loài này được Trel. ex Piper mô tả khoa học đầu tiên năm 1906.